# NGC 937
NGC 937 je galaksija u zviježđu Andromeda.

## Vanjske poveznice
- SEDS: NGC 937